# 岡山市立福浜中学校
岡山市立福浜中学校（おかやましりつ ふくはまちゅうがっこう）は、岡山県岡山市南区三浜町にある公立中学校。

## 校訓
- 自主 誠実 奉仕

## 部活動
- 野球部
- サッカー部
- 陸上競技部
- ソフトボール部
- ソフトテニス部
- バスケットボール部
- 卓球部
- バレーボール部
- 柔道部
- 剣道部
- 水泳部
- 放送部
- 吹奏楽部
- 美術部
- ボランティア活動部

## 著名な学校関係者

### 出身者

#### スポーツ選手
- 田代エリナ - バスケットボール選手（元：アイシン・エィ・ダブリュ ウィングス）
- 星野大地 - プロ野球選手（元：福岡ソフトバンクホークス）
- 星野雄大 - プロ野球選手（元：東京ヤクルトスワローズ）
- 松永弘樹 - 社会人野球選手（元：三菱重工広島硬式野球部）
- 渡邊雄貴 - プロ野球選手（元：横浜DeNAベイスターズ）
- 海野隆司 - プロ野球選手（福岡ソフトバンクホークス）

## 通学区域が隣接している学校
- 岡山市立福南中学校
- 岡山市立芳泉中学校
- 岡山市立岡輝中学校
- 岡山市立東山中学校
- 岡山市立操南中学校